# Trefcon
Trefcon ist eine französische Gemeinde mit 81 Einwohnern (Stand 1. Januar 2022) im Département Aisne in der Region Hauts-de-France (vor 2016 Picardie). Sie gehört zum Arrondissement Saint-Quentin, zum Kanton Saint-Quentin-1 und zum Gemeindeverband Pays du Vermandois.

## Geografie
Die Gemeinde Trefcon liegt am Fluss Omignon an der Grenze zum Département Somme, 13 Kilometer westlich von Saint-Quentin. Am Südrand der Gemeinde verläuft die Autoroute A29. Nachbargemeinden von Trefcon sind Pœuilly im Nordosten, Caulaincourt im Osten, Beauvois-en-Vermandois im Süden, Tertry im Westen sowie Vraignes-en-Vermandois im Nordwesten.

## Bevölkerungsentwicklung
| Jahr                       | 1962 | 1968 | 1975 | 1982 | 1990 | 1999 | 2006 | 2012 | 2022 |
| Einwohner                  | 99   | 94   | 86   | 87   | 83   | 95   | 84   | 89   | 91   |
| Quellen: Cassini und INSEE |      |      |      |      |      |      |      |      |      |

## Sehenswürdigkeiten

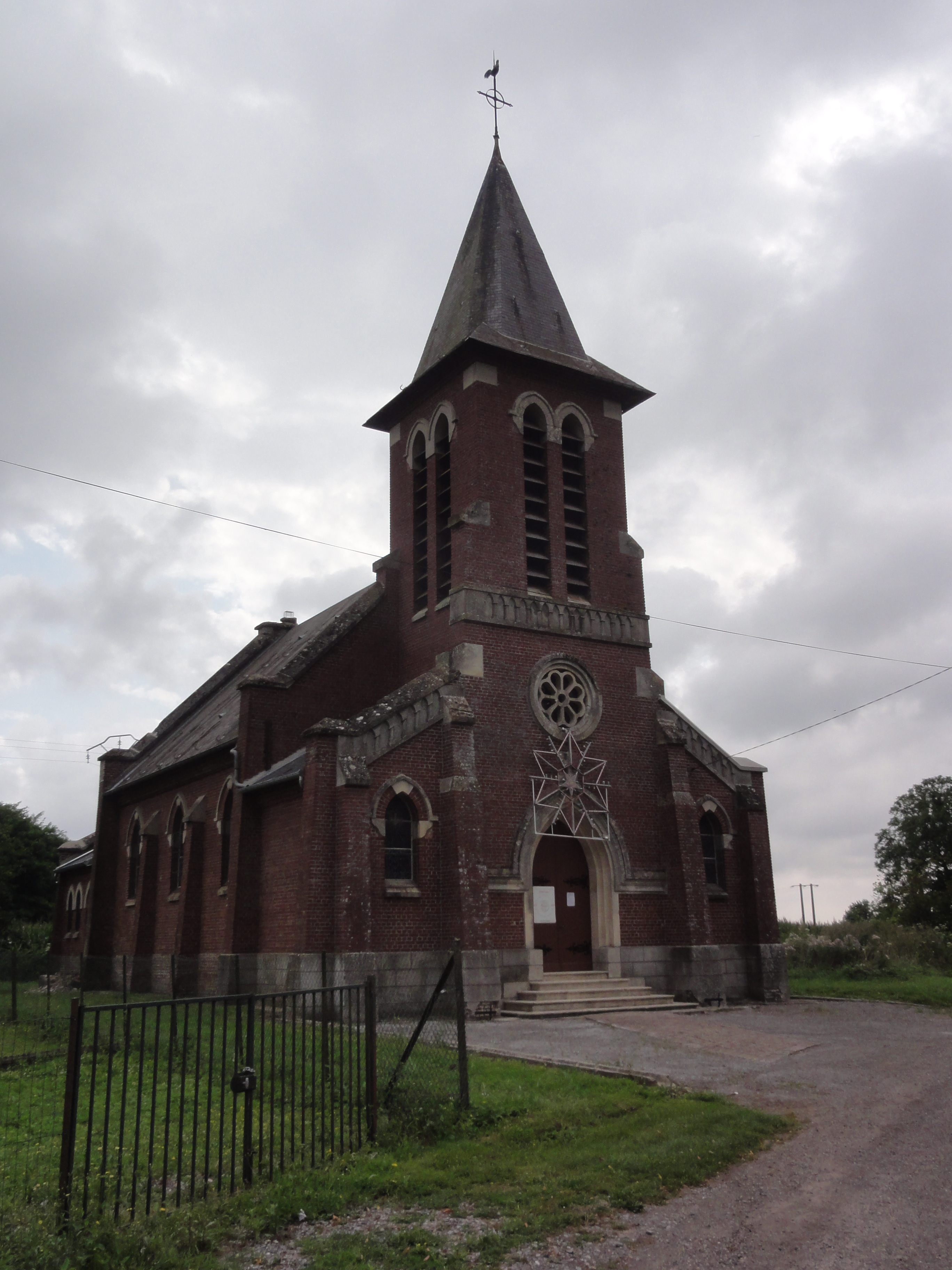
Kirche Saint-Martin
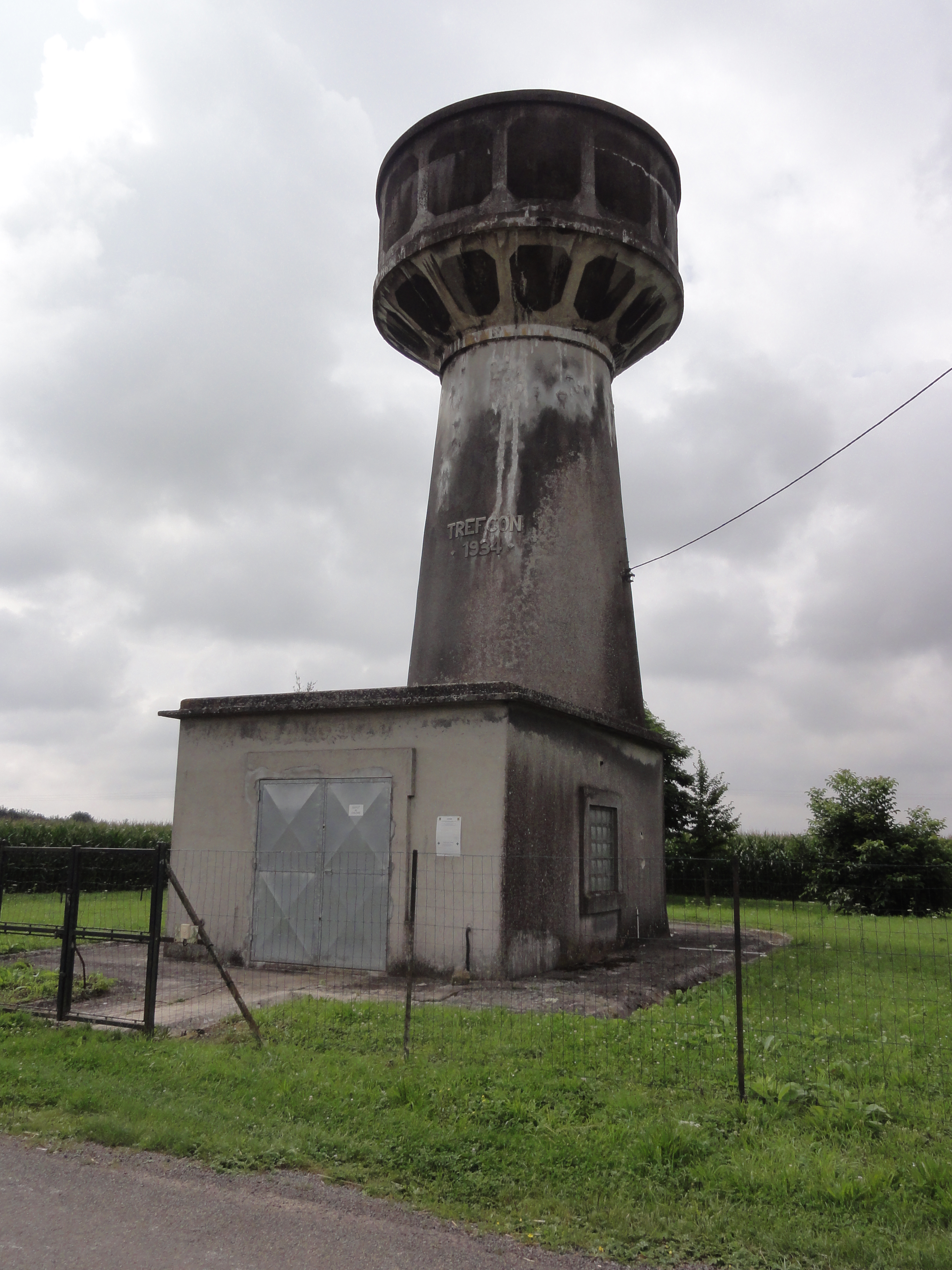
Wasserturm
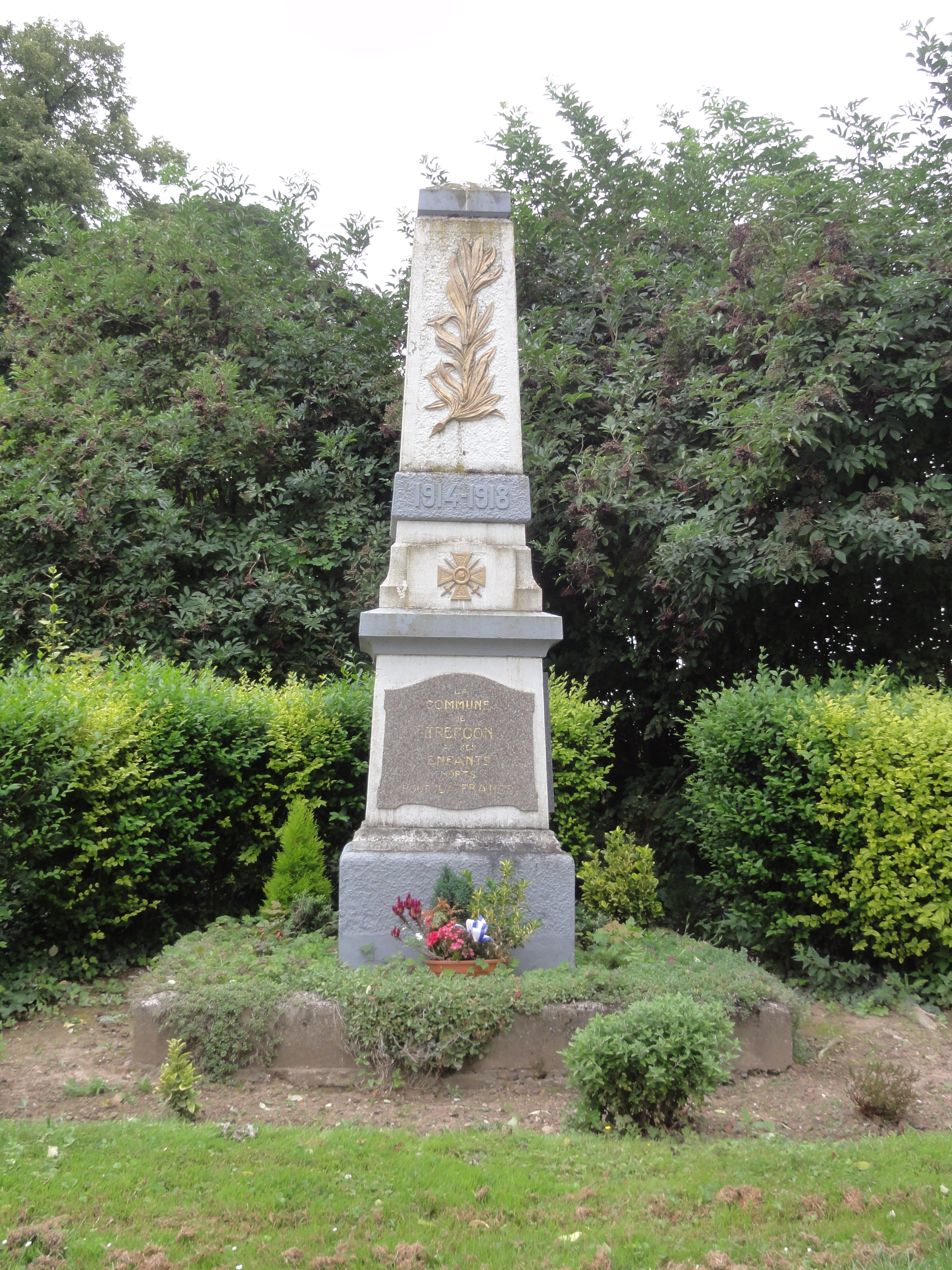
Gefallenendenkmal

- Kirche Saint-Martin
- Wasserturm
- Gefallenendenkmal